# پورت لندز
پورت لندز (انگلیسی: Port Lands) در تورنتو، انتاریو، کانادا یک محله صنعتی و تفریحی است که در حدود ۵ کیلومتری جنوب شرقی مرکز شهر واقع شده‌است و در دلتای رودخانه دون سابق و بیشتر قسمت‌های خلیج اشبریج واقع شده‌است.